# بنیاد برکت
بنیاد برکت سازمانی شبه‌دولتی متعلق به ستاد اجرایی فرمان امام است که با ادعاهایی همچون اشتغال‌زایی و اجرای پروژه‌های عمرانی فعالیت می‌کند. بنیاد برکت در سال ۱۳۸۶ و پس از فرمان علی خامنه‌ای رهبر ایران، تأسیس شد و هم‌اکنون مالک بیش از ۴۰ شرکت است. برخی این بنیاد را بزرگ‌ترین مافیای دارویی ایران می‌خوانند. ایالات متحده آمریکا این بنیاد را تحریم کرده است.

## تاریخچه
این بنیاد که خود را مجموعه‌ای اجتماعی، اقتصادی و عام‌المنفعه معرفی می‌کند، در آذرماه ۱۳۸۶ و چند ماه پس از روی کار آمدن محمد مخبر، در حوزه‌های کارآفرینی و ایجاد توسعه اجتماعی و اقتصادی در مناطق محروم ایران زیر نظر «ستاد اجرایی فرمان امام» آغاز به کار کرد. در واقع بنیاد برکت، به دنبال درخواست سید علی خامنه‌ای از محمد مخبر در رابطه با برطرف کردن مشکل محرومین و آباد کردن هزار روستا توسط این دستگاه پایه‌گذاری شد و نام بنیاد با تفأّل بر قرآن انتخاب شد. این بنیاد نقش اجرایی نداشته و تنها تا سقف ۴۹ درصدی در منابع سرمایه‌ای طرح‌ها مشارکت می‌کند.

### مأموریت
بنیاد برکت به عنوان نمایندهٔ ستاد اجرایی فرمان امام در خدمت‌رسانی به مردم مناطق محروم ایران مأموریت خود را به صورت زیر معرفی می‌کند:
1. مشارکت در توانمندسازی اقتصادی، توسعهٔ کارآفرینی و اشتغال‌زایی.
2. کمک به آبادانی و توسعهٔ فضاهای آموزشی، فرهنگی و مذهبی.
3. کمک به ارتقای سطح سلامت و توسعهٔ فضاهای بهداشتی و درمانی.
4. ارائهٔ خدمات حمایتی، بیمه‌ای و مالی به محرومین.

## فعالیت‌ها
بنا بر ادّعای شاهین شایان آرانی، نخستین مدیرعامل این بنیاد «طبق سیاست‌های ابلاغی تنها کار در دهستان‌ها و مناطق دور افتاده و محروم کشور» در دستور کار این بنیاد است. فعالیت‌های بنیاد برکت در حوزه اجتماعی صورت می‌گیرد. تیتر انتخابی برای کارنامه سال ۹۴ این بنیاد «از مسجدسازی تا فقرستیزی» انتخاب شد. به گفتهٔ مدیر عامل بنیاد برکت، سعید جعفری، در حالی که تصور می‌شود، بیشترین تمرکز فعالیت‌های بنیاد بر روی طرح‌های عمرانی است، امّا رویکرد اصلی بنیاد اشتغال‌زایی و توانمندسازی اقتصادی در مناطق محروم و روستایی بوده و تاکنون حدود ۷۵ درصد فعالیت‌های این بنیاد در این حوزه صورت پذیرفته است. از دیگر فعالیت‌های بنیاد برکت، ارائه تسهیلات، اجرای پروژه‌های مشارکتی، انجام سرمایه‌گذاری‌ها با هدف توسعه زیرساخت‌های کشور می‌باشد. بنیاد برکت با سرمایه‌گذاری ۲۱ هزار میلیارد تومانی در استان خوزستان، برنامه‌های گسترده‌ای برای محرومیت‌زدایی و اشتغال‌زایی اجرا می‌کند. از جمله، تکمیل پروژه توسعه میدان نفتی یاران شمالی با ۵۸۵ میلیون دلار سرمایه‌گذاری است که ظرفیت تولید ۳۰ هزار بشکه نفت خام روزانه را دارد. همچنین برنامه‌هایی برای جبران خسارات جنگ و تقویت اقتصاد مقاومتی در دست اجراست.

### پروژه‌های عمرانی
بنا به گفتهٔ محمد ترکمانه، مدیرعامل بنیاد برکت، تاکنون ۵۷ هزار پروژه عمرانی در بنیاد برکت کلید خورده و حدود ۵۲ هزار مورد آن به ثمر رسیده است.

### مدرسه‌سازی
ساخت مدارس در مناطق روستایی و محروم، راه‌اندازی طرح‌های اقتصادی در مناطق محروم کشور با محوریت اشتغال‌زایی و انجام طرح‌های زیربنایی مانند راه‌سازی، احداث خانه محرومین، تأمین آب، برق، مخابرات، مسجد و اجرای طرح‌های کشاورزی از جمله فعالیت‌های این بنیاد است.
بنابر گزارش خبرگزاری بین‌المللی قرآن، بنیاد برکت با همکاری ستاد اجرایی فرمان امام، ۲۰۰۰ مدرسه ساخته است و دوهزارمین مدرسهٔ آن در اسفند ۱۴۰۱ افتتاح شد.
به گفتهٔ مدیرعامل بنیاد برکت: «ساخت مدارس برخوردار از هویت ایرانی اسلامی در دستور کار بنیاد برکت قرار دارد.» بنیاد برکت با افتتاح ۴۶۳۵ مدرسه، تبدیل مدارس کانکسی به دائمی، احداث مدارس مهارتی، توزیع بسته‌های نوشت‌افزار و راه‌اندازی سامانه‌های آموزشی، به توسعه زیرساخت‌های آموزشی در مناطق محروم کمک کرده است.

### خدمات پزشکی-درمانی
همچنین بنیاد برکت فعالیت‌های خدمات درمانی برای قشرهای محروم انجام می‌دهد و ضمن ایجاد مراکز درمان سرطان با تجهیزات از نوع ۳، بالغ بر ۶۰ هزار بیمار سرطانی را تحت پوشش قرار داده است. این بنیاد با اجرای ۳۲۲ طرح توانمندسازی اقتصادی برای ۱۹۸ هزار نفر اشتغال ایجاد کرده و بیش از ۱۶۰ طرح کارآفرینی مشارکتی را در ۳۱ استان کشور اجرا کرده است. همچنین ۶ شرکت دارویی وابسته به ستاد اجرایی فرمان امام و تحت نظارت بنیاد برکت با هدف صرف درآمد حاصل از آن‌ها در امور عام‌المنفعه فعالیت می‌کنند.
بنیاد برکت و ستاد اجرای فرمان امام (با همکاری وزارت بهداشت)، به پیگیری و اجرای مسئله دوراپزشکی (پزشکی از راه دور) پرداخته‌اند. به گفتهٔ سعید نمکی، وزیر پیشین بهداشت: «این کار بزرگ علمی به ما کمک می‌کند که در این مناطق از ابزاری به نام تله مدیسین یا دورا پزشکی استفاده کنیم. این رویکرد جدید به ما امکان می‌دهد که بهره‌وری را در نیروی انسانی متخصص کشور بالا برده و عدالت در سلامت را هم در دورترین نقاط کشور داشته باشیم. این کار در دورترین و محروم‌ترین نقاط کشور آغاز شد.»
بر اساس گزارش‌های منتشرشده احداث بیمارستان‌های سیار در نقاط مختلف مثل بیمارستان ۹۲ تختخوابی سیار برکت در خوزستان و اجرای طرح‌های حمایتی از بیماران سرطانی و همراهان آنان و همچنین کمک به تجهیز مراکز درمان ناباروری از دیگر اقدامات بنیاد برکت در حوزه درمانی است.
در اسفند ۱۴۰۱، مرکز جامع سرطان برکت به عنوان یک مرکز درمانی پیشرفته در حوزه سرطان‌شناسی آغاز به کار کرد. این مرکز، که در ردهٔ مراکز درمانی فوق تخصصی طبقه‌بندی می‌شود، با سرمایه‌گذاری حدود ۱۲۰۰ میلیارد تومان تأسیس شده است. این مرکز به ارائهٔ خدمات غربالگری، تشخیص و درمان سرطان می‌پردازد و همچنین در زمینهٔ آموزش نیروهای متخصص و استفاده از تجهیزات پیشرفتهٔ درمانی فعالیت دارد. از جمله تجهیزات پیشرفته‌ای که در این مرکز مورد استفاده قرار گرفته‌اند، می‌توان به شتاب‌دهنده خطی، سایبرنایف، توموتراپی و دستگاه سی‌تی سیموالتور اشاره کرد. این دستگاه‌ها برای نخستین بار در غرب آسیا در یک مرکز درمانی به کار گرفته شده‌اند و امکان ارائهٔ درمان‌های دقیق و شخصی‌سازی شده را فراهم می‌کنند. این مرکز با هدف ارتقای سطح خدمات درمانی و تحقیقاتی در حوزهٔ سرطان، از فناوری‌های نوین و روش‌های علمی پیشرفته بهره می‌برد.

### خدمت‌رسانی به مناطق محروم و آسیب‌دیده
بنیاد برکت از طریق دو طرح «آسمان»، آیین‌نامه سرمایه‌گذاری مردمی و اشتغال نیروی انسانی و «آفتاب»، آیین فقرزدایی و توان‌افزایی برکت در حوزه اشتغال‌زایی زودبازده در روستاها و مناطق محروم فعالیت می‌کند و از این رو پس از وقوع زمین‌لرزه ازگله به منظور پوشش آسیب‌های شغلی به مردم زلزله‌زده غرب کشور، تحقیقاتی با هدف استخراج آمار خانواده‌هایی که سرپرست‌شان در زلزله از کار افتاده شده، خانواده‌هایی که سرپرست‌شان را از دست داده بودند و کسانی که ابزار و لوازم کارشان را از دست داده بودند، انجام شد. بهره‌برداری از ۵۰۰ پروژه آبرسانی به ۵۰۰ روستای محروم کشور، و پرداخت چهارصد و چهل میلیارد تومان در ۷۲۱ روستای استان لرستان برای ایجاد سی و شش هزار شغل، از دیگر فعالیت‌های این بنیاد است.
ارائهٔ خدمات در مناطق محروم شامل ساخت، مرمت و بازسازی مدارس، شناسایی و سامان‌دهی مسکن مستأجران، مرمت و بازسازی مراکز درمانی، ارائهٔ خدمات بهداشتی و درمانی، محرومیت‌زدایی از محلات مختلف کشور با هدف کاهش فقر و توانمندسازی محلات کم‌برخوردار از دیگر اقدامات انجام شده توسط این بنیاد است.
در تیرماه ۱۴۰۴ بنیاد برکت از حمایت از کسب و کارهای خرد، کوچک و متوسط متأثر از حملات اسرائیل به ایران خبر داد.

### خدمات بیمه
بنیاد برکت از طریق شرکت کارگزاری بیمه برکت نسبت به ارائهٔ خدمات بیمه‌ای در مناطق محروم و روستایی اقدام می‌کند. پرداخت ۲۹ میلیارد تومان خسارت به روستاییان در سیل فروردین ماه لرستان و خوزستان، پرداخت ۱۵ میلیارد تومان خسارت به آسیب‌دیدگان زلزله تیرماه ۱۴۰۱ هرمزگان بخشی از این خدمات است.

### پروژه کوو ایران برکت

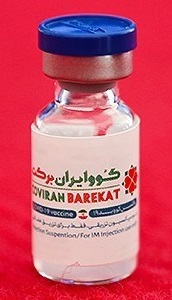
کووایران برکت

با شیوع اپیدمی کووید ۱۹ یا همان کرونا ویروس در ایران تحقیقات محلّی و مشترک با سایر کشورها آغاز شد. گروه دارویی برکت توانست اوّلین واکسن بومی و داخلی را در دی ماه ۱۳۹۹ (خورشیدی) به نفرات داوطلب تزریق کند. به گفتهٔ جهانپور، رئیس مرکز روابط عمومی وزارت بهداشت: «تحقیقات این واکسن در گروه دارویی برکت انجام شد.» نام این واکسن «کوو ایران برکت» است. به گفتهٔ مسئول تیم تولید واکسنِ ایرانی، آزمایش‌ها بیانگر نتیجه‌بخشی این واکسن در خنثی‌سازی ویروس جهش‌یافتهٔ کرونای انگلیسی است. این واکسن پس از طی کردن فاز ۲ و ۳ مطالعات بالینی، اکنون به فاز نهایی خود رسیده است. در پایان، خبر مجوز مصرف این واکسن در تاریخ ۲۳ خرداد ۱۴۰۰ توسط وزیر بهداشت اعلام شد.

### همکاری با بهزیستی
بنیاد برکت به بهره‌برداری از ۱۱۰۰ طرح اشتغال‌زایی برای ۳۳۰۰ نفر از افراد تحت پوشش سازمان بهزیستی با رویکرد اجتماع‌محوری در روستاهای ۳۵۰ شهرستان در کشور با اعتبار بالغ بر ۱۰۰ میلیارد تومان پرداخت. همچنین انعقاد تفاهم‌نامه دو هزار طرح جدید اشتغال برای حدود شش هزار نفر از مددجویان دارای معلولیت سازمان بهزیستی با اعتبار بالغ بر دویست و هفتاد میلیارد تومان بین سازمان بهزیستی و بنیاد برکت انجام شد.

### وام قرض‌الحسنه
پرداخت وام قرض الحسنه از دیگر فعالیت‌های بنیاد برکت است. به گفتهٔ مدیرعامل صندوق قرض‌الحسنه توسعه اشتغال برکت، پرداخت وام قرض‌الحسنه به جوانان برای ایجاد ۱۵ هزار طرح و حدود ۴۵ هزار شغل، از جمله فعالیت‌های این بنیاد است.

### سایر فعالیت‌ها
از دیگر فعالیت‌های بنیاد می‌توان به: «آبرسانی»، «برق‌رسانی»، «ساخت مسجد» و «تولید محصولات نوآورانه»، فریلنسینگ (آزادکاری) اشاره کرد. همچنین احداث چاه‌های جدید و انتقال آب و ترمیم لوله‌کشی روستاها در بخش کشاورزی از دستاوردهای طرح آبرسانی بنیاد برکت به‌شمار می‌رود.
در سال ۱۴۰۳، بنیاد برکت موفق به احیای ۲۱۷ بنگاه اقتصادی شد و مبلغ ۱۷۰۰ میلیارد تومان سرمایه به چرخهٔ اقتصادی کشور بازگردانده شد. حمایت از اقشار کم‌برخوردار و توزیع بسته‌های معیشتی در بین اقشار کم‌درآمد در مناطق محروم کشور و مناطق زلزله‌زده از دیگر فعالیت‌های این بنیاد به‌شمار می‌آید.

## رویدادها
در آذر ماه ۹۸، علیرضا بیرانوند دروازه‌بان تیم ملّی فوتبال ایران و پرسپولیس، طی مراسمی پیراهن خود در بازی‌های جام جهانی روسیه مقابل تیم ملّی پرتغال را برای فروش، جهت احیای کارخانه‌های تعطیل و نیمه‌تعطیل در استان لرستان به بنیاد برکت اهدا کرد. امیرحسین مدنی مدیرعامل بنیاد مدّعی شد که تا دو برابر قیمت فروش پیراهن را به آن اضافه و برای احیای کارخانه‌ها و واحدهای تعطیل و نیمه‌تعطیل در استان لرستان هزینه خواهد کرد.
در سال ۱۴۰۳ بنیاد احسان پانزده خرداد با بنیاد برکت برای کاهش موازی‌کاری و افزایش هماهنگی ادغام شد.

## مدیریت
این بنیاد پیشتر توسط عارف نوروزی و سپس سعید جعفری اداره می‌شد. در مهر ماه ۱۳۹۸ سید امیرحسین مدنی مدیرعامل این بنیاد شد. در شهریور ماه ۱۴۰۰ محمد ترکمانه مدیرعامل پیشین بنیاد احسان و عضو هیئت مدیره بنیاد برکت توسط محمد مخبر به سمت مدیرعامل بنیاد برکت ستاد اجرایی فرمان امام منصوب شد. در مرداد ۱۴۰۳ سید امیرحسین مدنی برای دومین بار توسط سید پرویز فتاح به‌عنوان عضو هیئت مدیره و مدیرعاملی بنیاد برکت منصوب کرد.